# Агиос Георгиос (Корфу)
Вижте пояснителната страница за други значения на Агиос Георгиос.
Агиос Георгиос (на гръцки: Άγιος Γεώργιος), в превод Свети Георги, е село в северозападната част на остров Корфу, Гърция, на брега на Йонийско море. Преди закона „Каликратис“ от 2011 г. е център на община – като такава функционира в периода 1999 – 2010 г. и в състава ѝ по това време влизат 13 села. След влизането в сила на закона Каликратис Агиос Георгиос е присъединено към новосъздадената община Корфу. Селото обхваща площ от 39.45 km².
Агиос Георгиос е популярна туристическа дестинация на Корфу главно за семеен туризъм като привлича с дългата си 3 km плажна ивица и удобното разположение в красив и тих залив.

## Население
На територията на общината според проучването от 2011 г. живеят 3431 жители, чийто основен поминък са земеделието и туризма.
| Година | Население |
| ------ | --------- |
| 1991   | 4492      |
| 2001   | 4958      |
| 2011   | 3431      |